# District de Chichester
Le District de Chichester est un district du Sussex de l'Ouest dans le sud de l'Angleterre. Il a été créé en 1974.

## Paroisses civiles
Le district comprend les paroisses civiles suivantes :
- Appledram
- Barlavington
- Bepton
- Bignor
- Birdham
- Bosham
- Boxgrove
- Bury
- Chichester
- Chidham and Hambrook
- Cocking
- Compton
- Donnington
- Duncton
- Earnley
- Eartham
- Easebourne
- East Dean
- East Lavington
- East Wittering
- Ebernoe
- Elsted and Treyford
- Fernhurst
- Fishbourne
- Fittleworth
- Funtington
- Graffham
- Harting
- Heyshott
- Hunston
- Kirdford
- Lavant
- Linch
- Linchmere
- Lodsworth
- Loxwood
- Lurgashall
- Marden
- Midhurst
- Milland
- North Mundham
- Northchapel
- Oving
- Petworth
- Plaistow
- Rogate
- Selsey
- Sidlesham
- Singleton
- Southbourne
- Stedham with Iping
- Stopham
- Stoughton
- Sutton
- Tangmere
- Tillington
- Trotton with Chithurst
- Upwaltham
- West Dean
- West Itchenor
- West Lavington
- West Thorney
- West Wittering
- Westbourne
- Westhampnett
- Wisborough Green
- Woolbeding with Redford

## Source
- (en) Cet article est partiellement ou en totalité issu de l’article de Wikipédia en anglais intitulé « Chichester District » (voir la liste des auteurs).